# Reithrodon typicus

## Descrição
O rato-do-mato ou rato-coelho (nome científico: Reithrodon typicus Waterhouse, 1837) é uma espécie de mamífero roedor da família Cricetidae. A espécie é herbívora de pasto e habita na região entre o norte da Argentina, sul do Brasil e Uruguai. É uma espécie terrestre de hábitos noturnos. Reithrodon typicus é a espécie-tipo do gênero; além dela existem outras  duas subespécies reconhecidas. O gênero carece de estudos a respeito de suas características gerais.
A espécie foi classificada como pouco preocupante (em inglês Least Concern [LC]) na Red List da IUCN (International Union for Conservation of Nature).

## Características morfológicas
São animais de tamanho médio, por volta de 15 centímetros de comprimento, com o comprimento da cauda menor que o do corpo, medindo aproximadamente 10 centímetros e pesam, em média, entre 60g-105g. A pelagem desses animais é densa e macia, a coloração do dorso é castanho-clara, enquanto que o ventre é esbranquiçado ou acinzentado, embora frequentemente seja manchado de castanho-claro. Sua cauda, patas traseiras e dianteiras geralmente são brancas. As patas posteriores possuem membrana interdigital e dígitos externos reduzidos. Possui orelhas grandes, quatro pares de mamas e incisivos superiores com um sulco frontal.

## Distribuição geográfica e habitat
O rato-do-mato é uma espécie terrestre, natural da região do Pampa, habita campos naturais cultivados nos Campos do Sul, no extremo sul do Brasil, no estado do Rio Grande do Sul. No Uruguai, o animal é geralmente encontrado em pastagens sobrepastoreadas, entre afloramentos rochosos e em encostas bem drenadas e com pouca vegetação. Na Argentina, ocupa a região da província de Entre Ríos, no nordeste do país.

## Alimentação
A dieta dos ratos (Reithrodon sp.) é 90% grama, raízes e rizomas (em geral de Digitaria sp.). Com a quantidade de comida ingerida e a velocidade que come, leva cerca de 6 horas por dia para se alimentar na quantidade ideal. Além do mencionado acima, consomem folhas, dente-de-leão, flores, alface, maçã, batata, semente de girassol, entre outros alimentos variados. Eles ingerem mais grama que água por dia, o que explica sua habilidade de perceber folhas verdes em uma região semi-árida, em que chove pouco. 

## Reprodução
Se reproduzem durante a primavera e verão (de outubro a maio), com uma prole de 3 a 4 indivíduos. O período de reprodução também condiz com a precipitação das folhas que caem no inverno, assim com maior disponibilidade de alimento.